# Elasmus flaviventris
Elasmus flaviventris är en stekelart som beskrevs av Howard 1894. Elasmus flaviventris ingår i släktet Elasmus och familjen finglanssteklar. Inga underarter finns listade i Catalogue of Life.